# Солари, Гвинифорте
Гвинифорте Солари, Гуинифорте (Бонифорте) Солари (итал. Guiniforte Solari, Boniforte Solari; 1429[…], Карона — 1481, Милан) — итальянский скульптор, архитектор и инженер эпохи Возрождения периода кватроченто.

## Семья архитекторов, живописцев и скульпторов Солари
Большая семья инженеров-строителей, каменщиков и скульпторов Солари, или Соларио дa Карона, которая происходит из Тессинского кантона итальянской Швейцарии, на что указывает и их итальянская фамилия (итал. solario — солнечный). Из этой местности вышли многие знаменитые архитекторы, работавшие, в том числе, и в России.
Ранние представители семьи — Бартоломео (или Бертола), мастер-каменщик и плотник, его сын — скульптор Кристофоро Солари (?—1527) по прозванию Гоббо (Горбун) и брат последнего, живописец Андреа Солари, или Соларио (1460—1524), их родственник инженер-строитель Джованни Солари (ок. 1405 — ок.1480). Они принадлежали к разветвлённому кружку каменотесов и архитекторов (magister muri et lignaminis), потомков Марко да Карона, родом из Кароны, у озера Лугано, в современном кантоне Тичино.
Джованни Солари, инженер-строитель павийской Чертозы-ди-Павия (1428—1462) и Миланского собора (1452—1469), имел двух сыновей: Франческо (ок. 1415—1469), скульптора, и Гвинифорте. Сын последнего — Пьетро Антонио Солари (ок. 1450—1493) также был скульптором и архитектором на всех предприятиях отца, но известен прежде всего тем, что работал в Москве, где был главным строителем Грановитой палаты и башен Кремля.
Другая семья, также из Лугано: Сантино Солари (1576—1646), архитектор, его сын Игнацио (Иньяцио), живописец. Художниками были и их потомки. Ещё одна ветвь художников Солари была известна в Генуе: скульптор Томмазо Солари Первый (?—1779), он работал также в Риме и Неаполе вместе с сыном Анджело (1775—1846). Сын последнего: Томмазо Солари Второй (1820—1897) также работал скульптором в Риме и Неаполе.
Представители другой ветви семьи, в некоторых источниках её называют венецианской, имела прозвание «Ломбарди», или «Ломбардо» (по месту происхождения из Ломбардии), они внесли значительный вклад в формирование уникального стиля венецианской архитектуры. Наиболее известный мастер этой ветви: Пьетро Ломбардо.

## Биография Гвинифорте Солари
Гвинифорте работал вместе с отцом на строительстве Миланского собора. Впоследствии, в 1465 году, он заменил Антонио Филарете на работах в Оспедале Маджоре, здания, в облике которого сочетаются черты ломбардской готики и флорентийского ренессанса.
Гвинифорте был главным инженером Миланского герцогства. Он конфликтовал с Антонио Филарете, которого герцог Франческо I Сфорца призвал обновить ломбардскую архитектуру в соответствии с новыми идеями и формами эпохи Возрождения, в то время как Солари представлял местную готическую традицию.
Помимо работ в павийской Чертозе, миланском Соборе и Оспедале Маджоре Солари был занят на перестройке церкви Санта-Мария-делле-Грацие (1465—1490). Ему также приписывают создание Капеллы Портинари в церкви Сант-Эусторджо в Милане.
Гвинифорте Солари скончался в Милане около 1481 года.

## Галерея

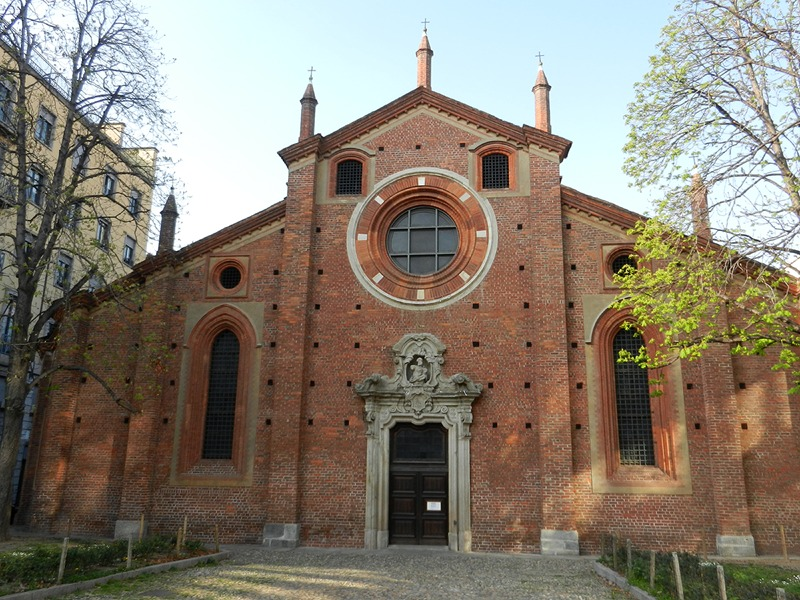
Церковь Сан-Пьетро-ин-Гессате. Главный фасад. 1460. Милан
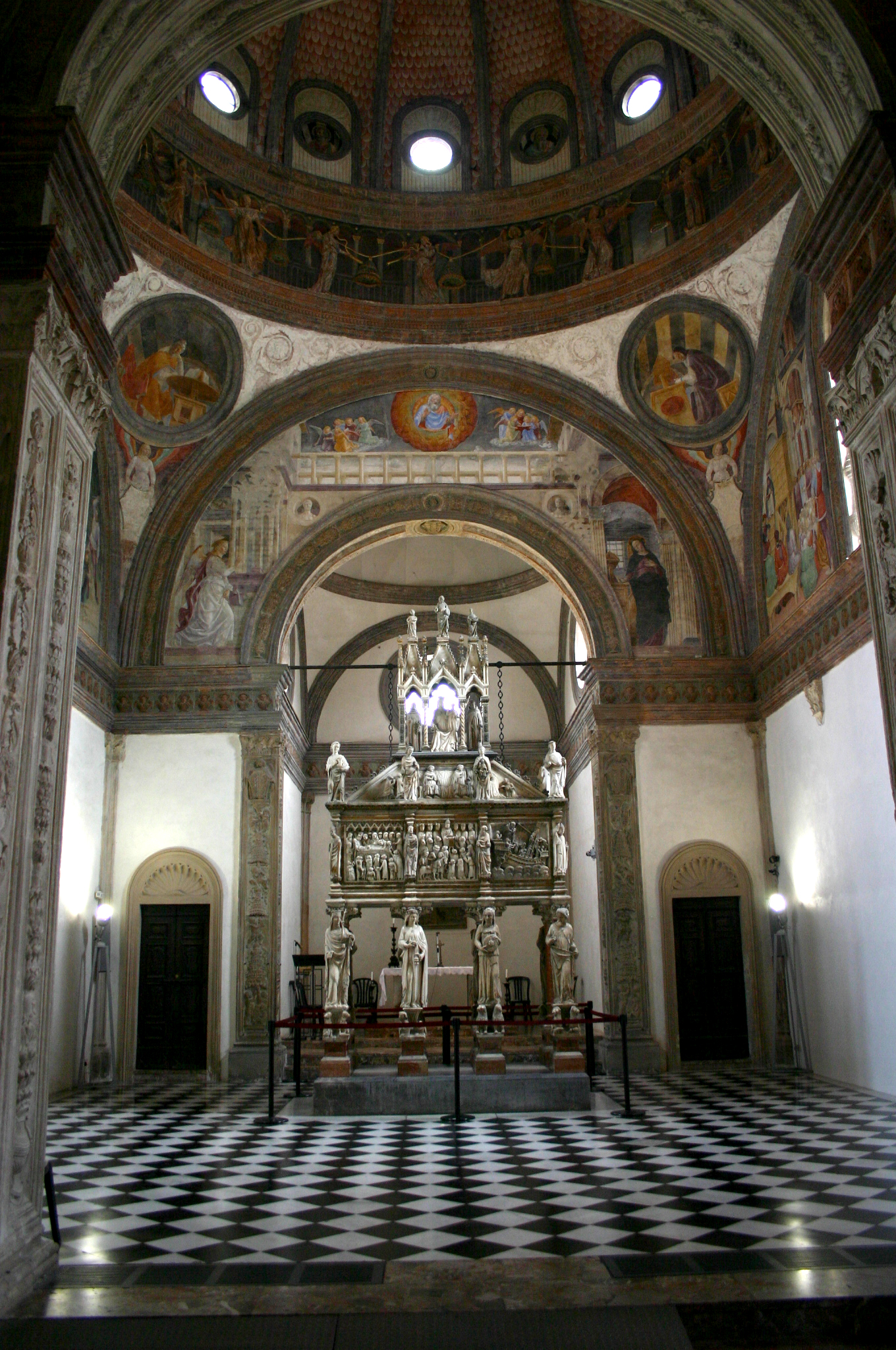
Капелла Портинари. 1468. Церковь Сант-Эусторджо. Милан
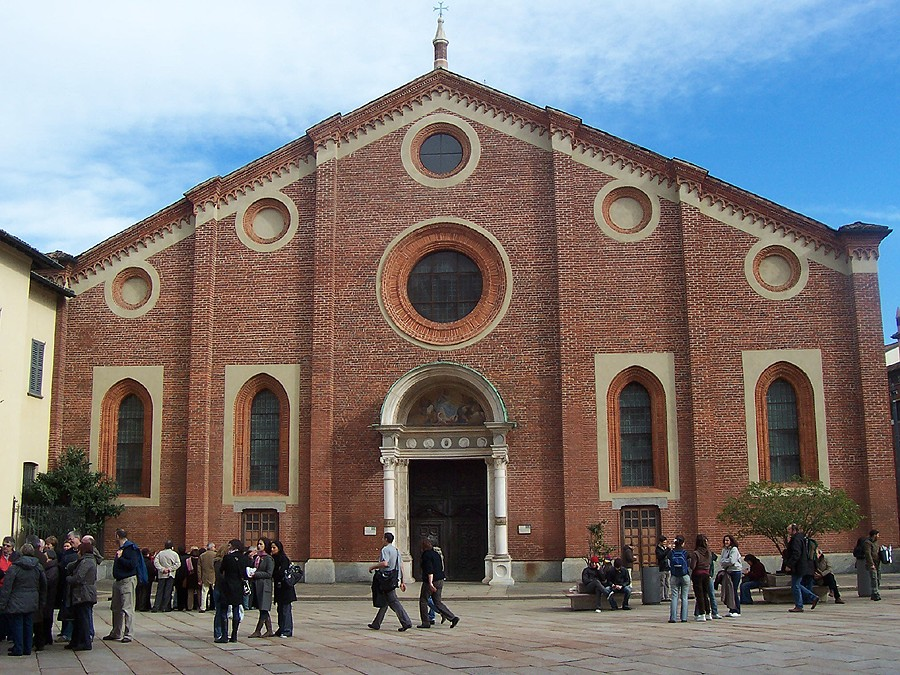
Церковь Санта-Мария-делле-Грацие. Главный фасад. 1466—1490. Милан
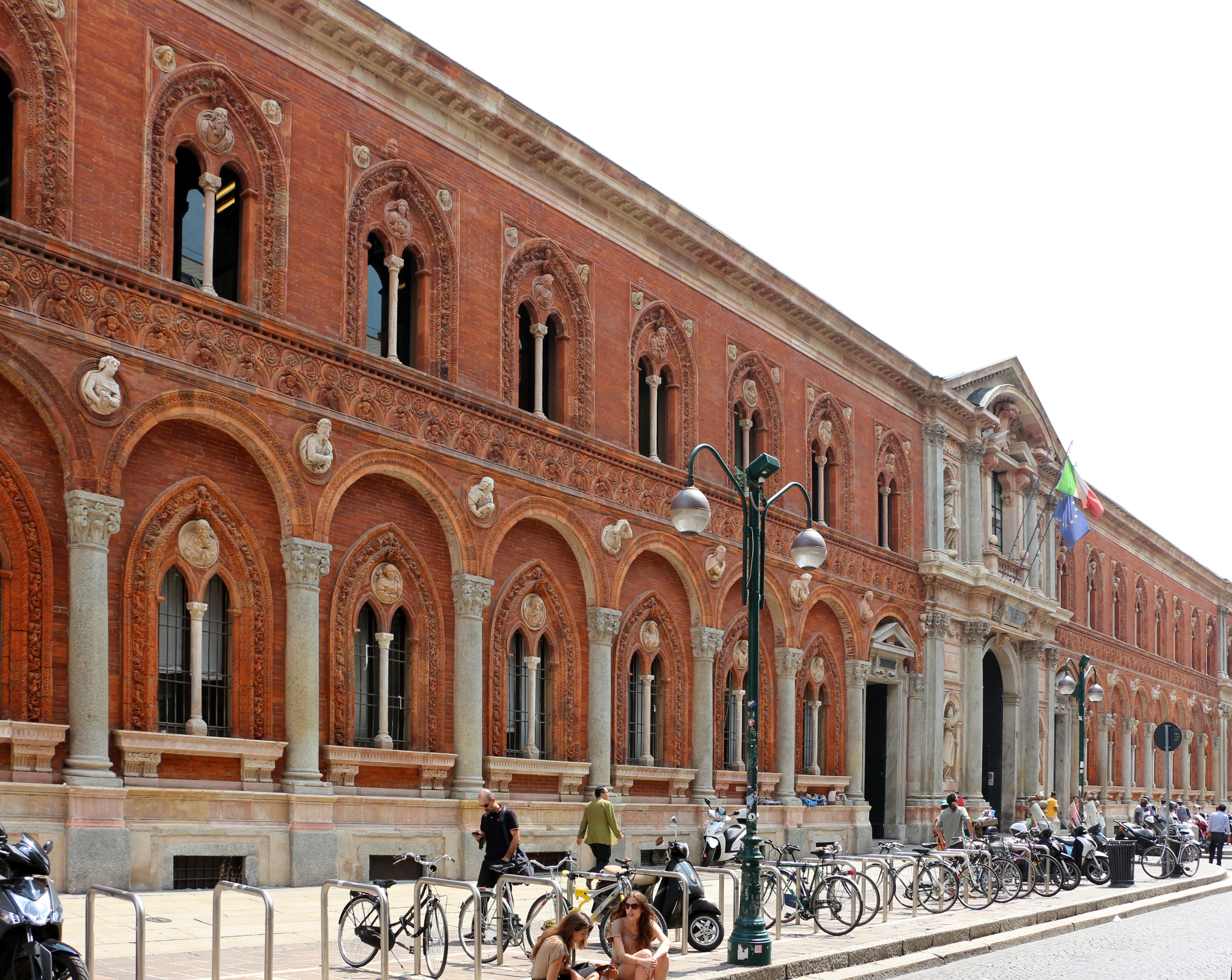
Оспедале Маджоре. Фасад. После 1465. Милан (ныне здание Миланского университета)